# Ataxia illita
Ataxia illita är en skalbaggsart som först beskrevs av Bates 1885.  Ataxia illita ingår i släktet Ataxia och familjen långhorningar.
Artens utbredningsområde är Guatemala. Inga underarter finns listade.